# Isla Agaltepec
Isla Agaltepec är en ö i Mexiko.  Den ligger i delstaten Veracruz, i den sydöstra delen av landet. Isla Agaltepec ligger i sjön Laguna Catemaco. Ön är obebodd men utflykter dit är möjliga. En arkeologisk utgrävning inleddes år 2002.